# Orthotrichum crenatoerosum
Orthotrichum crenatoerosum là một loài rêu trong họ Orthotrichaceae. Loài này được Müll. Hal. mô tả khoa học đầu tiên năm 1885.